# La Lobera de Portillo
La Lobera de Portillo är en ort i Mexiko.   Den ligger i kommunen Doctor Arroyo och delstaten Nuevo León, i den centrala delen av landet, 500 km norr om huvudstaden Mexico City. La Lobera de Portillo ligger 1 650 meter över havet och antalet invånare är 136.
Terrängen runt La Lobera de Portillo är kuperad österut, men västerut är den platt. Runt La Lobera de Portillo är det mycket glesbefolkat, med 5 invånare per kvadratkilometer. Närmaste större samhälle är Doctor Arroyo, 11,5 km norr om La Lobera de Portillo. Trakten runt La Lobera de Portillo består i huvudsak av gräsmarker.